# Фіскал
Фіскал — посада, яка вперше була введена російським царем Петром I, фактично державний донощик. Головний фіскал на всю державу називався обер-фіскал. Він повинен був таємно дізнаватися і видивлятися, чи не займається хто зловживанням при зборі податків у державну скарбницю, як проходять суди і чи правильно судять. У його обов'язки входило також стежити за тим, хто що говорить і як себе веде, незалежно від того, якого людина звання і яку посаду займає. Про всі зловживання обер-фіскал повинен був повідомляти Сенатові. Причому було встановлено, що якщо донос виявиться справедливим і людину покарають штрафом або взагалі заберуть у нього все майно, то одна половина штрафу йде в казну, а інша залишається обер-фискалу за хорошу службу. Але фискалу нічого не загрожувало навіть у тому випадку, якщо він виявиться неправий. Оббрехані їм люди під загрозою жорстокого покарання не могли навіть висловити незадоволення, не кажучи вже про те, щоб пред'явити претензії або зажадати його покарання.
Під управлінням обер-фіскала працювали провінціал-фіскали. У них були такі ж права в провінціях, як і у обер-фіскала в цілому державі, з тією тільки різницею, що без дозволу обер-фіскала вони не могли призвати в суд важливих осіб.
У провінціал-фіскалів у свою чергу у підпорядкуванні знаходилися міські фіскали.
Таким чином, фіскали всіх рангів повинні були за всіма підглядати, а від решти людей вимагалося, щоб вони їм всіляко сприяли. Так що всім жителям ставилося в обов'язок доносити один на одного і заради державної користі, і заради власної. У народі було офіційно оголошено, що всі будуть мати дуже велику вигоду від доносу. Якщо хто-небудь, наприклад, донесе на того,хто приховав від служби людину, то в нагороду отримає в повну власність його села, а якщо хтось помітить, що торговці приховують від податків свої прибутки або торгують не тим, чим належить, то він отримує четверту частину всього майна торговця.